# Zápas na Letních olympijských hrách 1984 – muži, volný styl do 74 kg
Zápas ve volném stylu ve váhové kategorii do 74 kg probíhal na Letních olympijských hrách 1984 v Anaheimském Convention Center. O medaile se utkalo celkem 22 zápasníků. 

## Turnajové výsledky
Zápasníci jsou rozděleni do dvou skupin. Je aplikován systém na dvě porážky.
Legenda
- TF — Lopatkové vítězství
- ST — Vítězství na technickou převahu, 12 bodů rozdíl
- PP — Vítězství na body, 1-7 bodů rozdíl, poražený s body
- PO — Vítězství na body, 1-7 bodů rozdíl, poražený bez bodů
- SP — Vítězství na body, 8-11 bodů rozdíl, poražený s body
- SO — Vítězství na body, 8-11 bodů rozdíl, poražený bez bodů
- P0 — Vítězství pro pasivitu, protivník bez bodů
- P1 — Vítězství pro pasivitu, vedoucí 1-7 bodů
- PS — Vítězství pro pasivitu, vedoucí 8-11 bodů
- DC — Vítězství z rozhodnutí, skóre 0-0
- PA — Vítězství pro soupeřovo zranění
- DQ — Vítězství pro soupeřovu diskvalifikaci
- DNA — Nenastoupil
- L — Porážky
- ER — Kolo vyřazení
- CP — Klasifikační body
- TP — Technické body

### Skupiny

#### Skupina A
| L      |                         | CP        | TP     |                         | L      |        |
| Kolo 1 | Kolo 1                  | Kolo 1    | Kolo 1 | Kolo 1                  | Kolo 1 | Kolo 1 |
| ------ | ----------------------- | --------- | ------ | ----------------------- | ------ | ------ |
| 0      | Mohamed Hamad (EGY)     | 1-3 PP    | 5-8    | Romelio Salas (COL)     | 1      |        |
| 1      | Pekka Rauhala (FIN)     | .5-3.5 SP | 1-9    | David Schultz (USA)     | 0      |        |
| 1      | Zane Coleman (NZL)      | 0-4 TF    | 5:03   | Šaban Sejdiu (YUG)      | 0      |        |
| 1      | Ignacio Ordóñez (ESP)   | 0-4 ST    | 0-14   | Selahattin Sağan (TUR)  | 0      |        |
| 0      | Ali Hussain Faris (IRQ) | 4-0 TF    | 1:05   | Muhammad Gul (PAK)      | 1      |        |
| 0      | Han Myung-Woo (KOR)     |           |        | Bye                     |        |        |
| Kolo 2 |                         |           |        |                         |        |        |
| 0      | Han Myung-Woo (KOR)     | 4-0 TF    | 2:00   | Mohamed Hamad (EGY)     | 2      |        |
| 1      | Romelio Salas (COL)     | 0-4 TF    | 2:50   | Pekka Rauhala (FIN)     | 1      |        |
| 0      | David Schultz (USA)     | 4-0 ST    | 12-0   | Zane Coleman (NZL)      | 2      |        |
| 0      | Šaban Sejdiu (YUG)      | 4-0 ST    | 12-0   | Ignacio Ordóñez (ESP)   | 2      |        |
| 0      | Selahattin Sağan (TUR)  | 3.5-.5 SP | 9-1    | Ali Hussain Faris (IRQ) | 1      |        |
| 1      | Muhammad Gul (PAK)      |           |        | Bye                     |        |        |
| Kolo 3 |                         |           |        |                         |        |        |
| 2      | Muhammad Gul (PAK)      | 0-4 TF    | 0:33   | Han Myung-Woo (KOR)     | 0      |        |
| 2      | Romelio Salas (COL)     | 0-4 ST    | 0-12   | David Schultz (USA)     | 0      |        |
| 1      | Pekka Rauhala (FIN)     | 3-1 PP    | 9-5    | Selahattin Sağan (TUR)  | 1      |        |
| 0      | Šaban Sejdiu (YUG)      | 4-0 ST    | 13-1   | Ali Hussain Faris (IRQ) | 2      |        |
| Kolo 4 |                         |           |        |                         |        |        |
| 1      | Han Myung-Woo (KOR)     | 1-3 PP    | 5-6    | Pekka Rauhala (FIN)     | 1      |        |
| 0      | David Schultz (USA)     | 4-0 TF    | 1:46   | Šaban Sejdiu (YUG)      | 1      |        |
| 1      | Selahattin Sağan (TUR)  |           |        | Bye                     |        |        |
| Kolo 5 |                         |           |        |                         |        |        |
| 2      | Selahattin Sağan (TUR)  | 0-3 PO    | 0-6    | Han Myung-Woo (KOR)     | 1      |        |
| 2      | Pekka Rauhala (FIN)     | 1-3 PP    | 7-10   | Šaban Sejdiu (YUG)      | 1      |        |
| 0      | David Schultz (USA)     |           |        | Bye                     |        |        |
| Final  |                         |           |        |                         |        |        |
|        | David Schultz (USA)     | 4-0 TF    | 1:46   | Šaban Sejdiu (YUG)      |        |        |
|        | Han Myung-Woo (KOR)     | 0-3 PO    | 0-5    | David Schultz (USA)     |        |        |
|        | Šaban Sejdiu (YUG)      | 3.5-0 SO  | 8-0    | Han Myung-Woo (KOR)     |        |        |

| Zápasník                | L | ER | CP   | Final |
| ----------------------- | - | -- | ---- | ----- |
| David Schultz (USA)     | 0 | -  | 15.5 | 7     |
| Šaban Sejdiu (YUG)      | 1 | -  | 15   | 3.5   |
| Han Myung-Woo (KOR)     | 1 | -  | 12   | 0     |
| Pekka Rauhala (FIN)     | 2 | 5  | 11.5 |       |
| Selahattin Sağan (TUR)  | 2 | 5  | 8.5  |       |
| Ali Hussain Faris (IRQ) | 2 | 3  | 4.5  |       |
| Romelio Salas (COL)     | 2 | 3  | 3    |       |
| Muhammad Gul (PAK)      | 2 | 3  | 0    |       |
| Mohamed Hamad (EGY)     | 2 | 2  | 1    |       |
| Ignacio Ordóñez (ESP)   | 2 | 2  | 0    |       |
| Zane Coleman (NZL)      | 2 | 2  | 0    |       |

#### Skupina B
| L      |                          | CP        | TP     |                          | L      |        |
| Kolo 1 | Kolo 1                   | Kolo 1    | Kolo 1 | Kolo 1                   | Kolo 1 | Kolo 1 |
| ------ | ------------------------ | --------- | ------ | ------------------------ | ------ | ------ |
| 0      | Marc Mongeon (CAN)       | 4-0 TF    | 4:30   | Fitzlloyd Walker (GBR)   | 1      |        |
| 1      | Naomi Higuči (JPN)       | 1-3 PP    | 2-5    | Rajinder Singh (IND)     | 0      |        |
| 1      | Mohamed Zayar (SYR)      | 0-3 P1    | 3:14   | Houkreo Bambe (CMR)      | 0      |        |
| 1      | Oscar Strático (ARG)     | .5-3.5 SP | 5-15   | Seidu Olawale (NGR)      | 0      |        |
| 0      | Martin Knosp (FRG)       | 4-0 TF    | 1:49   | Kyriakos Bogiatzis (GRE) | 1      |        |
| 0      | Craig Green (AUS)        |           |        | Bye                      |        |        |
| Kolo 2 |                          |           |        |                          |        |        |
| 1      | Craig Green (AUS)        | 1-3 PP    | 2-6    | Marc Mongeon (CAN)       | 0      |        |
| 2      | Fitzlloyd Walker (GBR)   | 1-3 PP    | 4-7    | Naomi Higuči (JPN)       | 1      |        |
| 0      | Rajinder Singh (IND)     | 3-1 PP    | 4-3    | Mohamed Zayar (SYR)      | 2      |        |
| 0      | Houkreo Bambe (CMR)      | 3.5-0 PS  | 1:58   | Oscar Strático (ARG)     | 2      |        |
| 1      | Seidu Olawale (NGR)      | 0-4 TF    | 2:20   | Martin Knosp (FRG)       | 0      |        |
| 1      | Kyriakos Bogiatzis (GRE) |           |        | Bye                      |        |        |
| Kolo 3 |                          |           |        |                          |        |        |
| 1      | Kyriakos Bogiatzis (GRE) | 3-1 PP    | 4-2    | Craig Green (AUS)        | 2      |        |
| 1      | Marc Mongeon (CAN)       | .5-3.5 SP | 3-11   | Naomi Higuči (JPN)       | 1      |        |
| 0      | Rajinder Singh (IND)     | 3-1 PP    | 6-2    | Seidu Olawale (NGR)      | 2      |        |
| 1      | Houkreo Bambe (CMR)      | 0-4 TF    | 1:08   | Martin Knosp (FRG)       | 0      |        |
| Kolo 4 |                          |           |        |                          |        |        |
| 2      | Kyriakos Bogiatzis (GRE) | 0-4 ST    | 0-12   | Marc Mongeon (CAN)       | 1      |        |
| 1      | Naomi Higuči (JPN)       | 4-0 TF    | 1:21   | Houkreo Bambe (CMR)      | 2      |        |
| 1      | Rajinder Singh (IND)     | 0-4 TF    | 1:31   | Martin Knosp (FRG)       | 0      |        |
| Kolo 5 |                          |           |        |                          |        |        |
| 2      | Marc Mongeon (CAN)       | 0-3.5 SO  | 0-9    | Rajinder Singh (IND)     | 1      |        |
| 2      | Naomi Higuči (JPN)       | 0-4 TF    | 1:20   | Martin Knosp (FRG)       | 0      |        |

| Zápasník                 | L | ER | CP   |
| ------------------------ | - | -- | ---- |
| Martin Knosp (FRG)       | 0 | -  | 20   |
| Rajinder Singh (IND)     | 1 | -  | 12.5 |
| Naomi Higuči (JPN)       | 2 | 5  | 11.5 |
| Marc Mongeon (CAN)       | 2 | 5  | 11.5 |
| Houkreo Bambe (CMR)      | 2 | 4  | 6.5  |
| Kyriakos Bogiatzis (GRE) | 2 | 4  | 3    |
| Seidu Olawale (NGR)      | 2 | 3  | 4.5  |
| Craig Green (AUS)        | 2 | 3  | 2    |
| Fitzlloyd Walker (GBR)   | 2 | 2  | 1    |
| Mohamed Zayar (SYR)      | 2 | 2  | 1    |
| Oscar Strático (ARG)     | 2 | 2  | 0.5  |

### Finále
|                     | CP               | TP               |                      |                  |
| Zápas o 5. místo    | Zápas o 5. místo | Zápas o 5. místo | Zápas o 5. místo     | Zápas o 5. místo |
| ------------------- | ---------------- | ---------------- | -------------------- | ---------------- |
| Han Myung-Woo (KOR) | 1-3 PP           | 3-7              | Naomi Higuči (JPN)   |                  |
| Zápas o 3. místo    |                  |                  |                      |                  |
| Šaban Sejdiu (YUG)  | 3-1 PP           | 5-1              | Rajinder Singh (IND) |                  |
| Finálový zápas      |                  |                  |                      |                  |
| David Schultz (USA) | 3-1 PP           | 4-1              | Martin Knosp (FRG)   |                  |

## Finálové pořadí
1. David Schultz (USA)
2. Martin Knosp (FRG)
3. Šaban Sejdiu (YUG)
4. Rajinder Singh (IND)
5. Naomi Higuči (JPN)
6. Han Myung-Woo (KOR)
7. Marc Mongeon (CAN)
8. Pekka Rauhala (FIN)